# Partido do Povo Indiano
O Partido do Povo Indiano ou Partido Popular Indiano (em hindi:  भारतीय जनता पार्टी ou भाजपा; transliteração: Bharatiya Janata Party ou BJP; em inglês: Indian People's Party) é um dos dois principais partidos políticos indianos, juntamente com o Partido do Congresso Nacional Indiano.
Desde 2019, é o maior partido político do país, em termos de representação no parlamento nacional e nas assembleias estaduais, sendo também o maior partido do mundo em termos de número filiados, com cerca de 180 milhões de membros. Criado em 1980, é um partido populista da direita radical, defensor da Hindutva (uma forma de ultranacionalismo hindu), sendo considerado como o braço político da Rashtriya Swayamsevak Sangh (RSS; tradução literal: "Associação de Voluntários Nacionais"), organização paramilitar  nacionalista  de extrema-direita.
É o principal partido da coalizão NDA (National Democratic Alliance; em hindi: राष्ट्रीय जनतांत्रिक गठबंधन; transliteração: Rāṣṭrīya Loktāntrik Gaṭhabandhan; em português: Aliança Democrática Nacional), que reúne os partidos da direita e que esteve no poder entre 1998 e 2004. Depois de dez anos na oposição, a coalizão retornou ao governo a partir de 2014, depois de conquistar 336 cadeiras na Lok Sabha, sendo que 282 cadeiras - ou seja, a maioria absoluta - foram para o BJP, cujo candidato, Narendra Modi, foi eleito primeiro-ministro em 20 de maio de 2014.
A origem do BJP está no partido Bharatiya Jana Sangh (BJS), fundado em 1951. Em meio ao estado de emergência de 1977, o BJS se fundiu com vários outros partidos para formar o partido Janata e derrotou o partido Congresso Nacional Indiano nas eleições gerais de 1977. Após três anos no poder, o Janata foi dissolvido em 1980 com os membros do antigo BJS se reunindo novamente para formar o BJP. Embora inicialmente mal sucedido, ganhando apenas duas cadeiras nas eleições gerais de 1984, cresceu posteriormente com apoio do movimento Ram Janmabhoomi. Após vitórias em várias eleições estaduais e melhores desempenhos nas eleições nacionais, o BJP se tornou o maior partido no parlamento em 1996. Entretanto, sem maioria na câmara baixa do parlamento, seu governo durou apenas 13 dias.
Após as eleições gerais de 1998, a coalizão liderada pelo BJP conhecida como Aliança Democrática Nacional sob o primeiro-ministro Atal Bihari Vajpayee formou um governo que durou um ano. Após novas eleições, o governo da coalizão, novamente chefiado por Vajpayee, durou um mandato completo, sendo o primeiro governo não pertencente ao Congresso Nacional Indiano a fazê-lo. Nas eleições gerais de 2004, a coalizão sofreu uma derrota inesperada e, nos dez anos seguintes, o BJP foi o principal partido da oposição até que ministro-chefe de Guzerate, Narendra Modi, o levou a uma vitória esmagadora nas eleições gerais de 2014. Desde então, Modi lidera o governo da Aliança Democrática Nacional como primeiro-ministro, e, desde fevereiro de 2019, a Aliança governa 18 estados.
O BJP declara como sua ideologia oficial o humanismo integral e, ainda que historicamente favorável ao nacionalismo hindu, atualmente declara-se defensor do secularismo, da democracia e do socialismo gandhiano, além do nacionalismo e da integração nacional. Entretanto, vários analistas políticos e estudiosos consideram que o BJP é adepto de um nacionalismo com todos os atributos do autoritarismo e do populismo de extrema-direita.
Tratando-se de questões socioeconômicas, o BJP é socialmente conservador e vem tornando-se economicamente liberal, a favor da globalização e focado em crescimento econômico em detrimento do bem-estar social. Ademais, busca construir um templo de Rama em Aiódia, implementar um código civil uniforme e, apesar de ter revogado o estatuto especial para Jammu e Caxemira, se comprometeu em devolvê-lo.
Atualmente, o BJP lidera o governo indiano, com Narendra Modi como primeiro-ministro.

## Resultados eleitorais

### Eleições legislativas
| Ano  | Cl. | Votos       | %           | +/-  | Deputados | +/-     | Status            |
| ---- | --- | ----------- | ----------- | ---- | --------- | ------- | ----------------- |
| 1984 | 2.º | 18 202 853  | 7,74 / 100  | —    | 2 / 516   | 2       | Oposição          |
| 1989 | 3.º | 34 171 477  | 11,36 / 100 | 3,6  | 85 / 531  | 83      | Apoio parlamentar |
| 1991 | 2.º | 55 345 075  | 20,1 / 100  | 8,4  | 120 / 523 | 35      | Oposição          |
| 1996 | 2.º | 67 950 851  | 20,3 / 100  | 0,2  | 161 / 545 | 41      | Governo           |
| 1998 | 2.º | 94 266 188  | 25,6 / 100  | 5,3  | 182 / 545 | 21      | Governo           |
| 1999 | 2.º | 86 562 209  | 23,75 / 100 | 1,8  | 182 / 545 | Estável | Governo           |
| 2004 | 2.º | 85 866 561  | 22,16 / 100 | 1,6  | 138 / 545 | 44      | Oposição          |
| 2009 | 2.º | 78 435 381  | 18,8 / 100  | 3,36 | 116 / 545 | 22      | Oposição          |
| 2014 | 1.º | 171 637 684 | 31,0 / 100  | 12,2 | 282 / 545 | 166     | Governo           |
| 2019 | 1.º | 229 076 879 | 37,3 / 100  | 6,36 | 303 / 545 | 21      | Governo           |